# Gaspare Canino
Gaspare Canino (Partinico, 28 maggio 1900 – Alcamo, 1977) è stato un artista italiano e uno degli ultimi pupari della famiglia Canino operante ad Alcamo nella provincia di Trapani; la sua opera, interrotta nel 1970, è stata ripresa nel 1990 da Salvatore Oliveri, suo nipote.

## Biografia

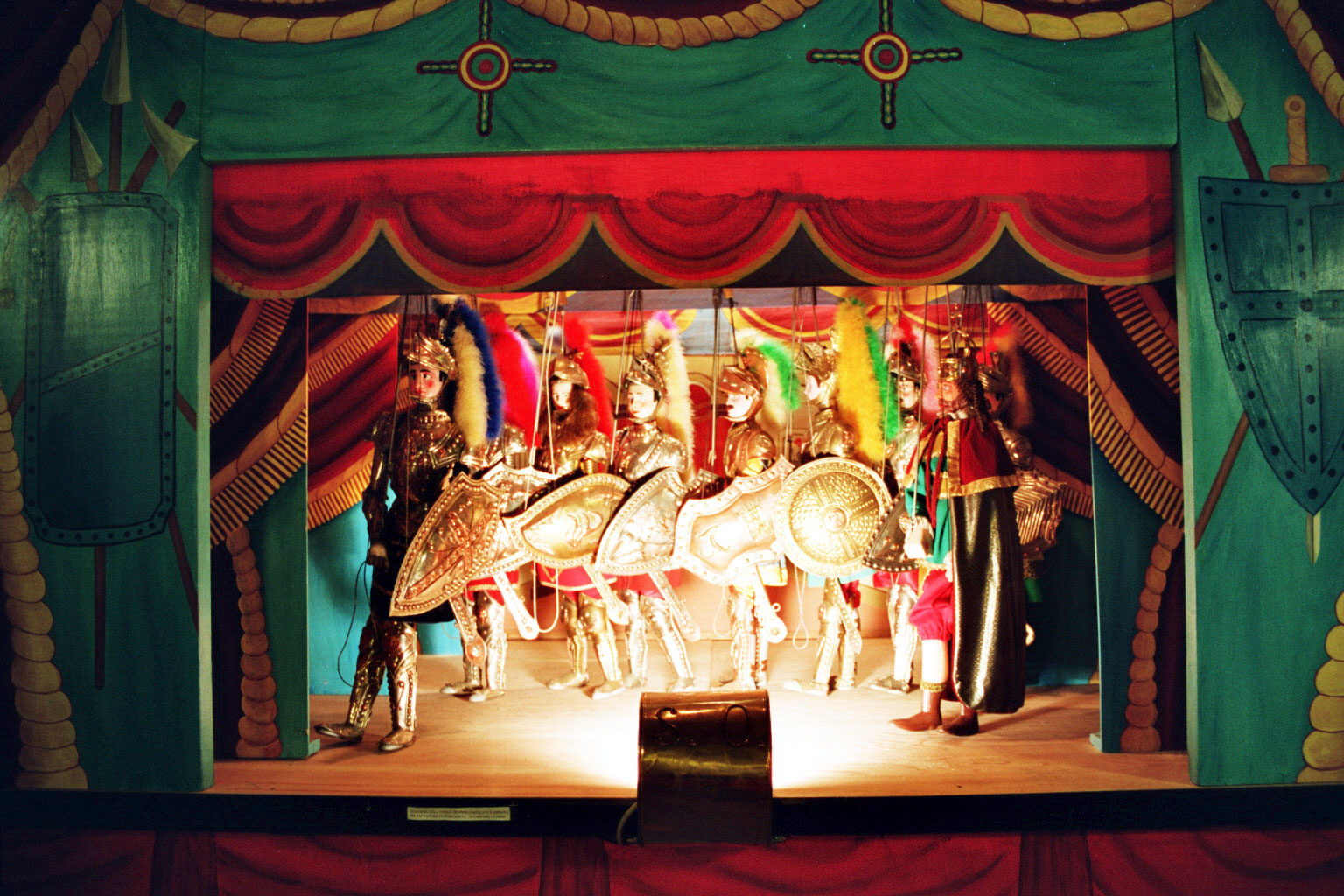
Il teatro dei pupi di Alcamo oggi

Gaspare Canino è nato a Partinico il 28 maggio 1900. La famiglia Canino era originaria di Trapani e nel 1700 si trasferì a Palermo, dove nacque Alberto (don Liberto Canino), che in seguito diventò puparo; all'inizio faceva dei piani a cilindro.
Don Liberto aveva due figli che ereditarono l'arte dal padre: Antonio e Luigi. Antonio si stabilì a Partinico e Luigi ad Alcamo. Quest'ultimo sposò Maria Concetta La Rocca ed ebbe cinque figli: Alberto, Giuseppe, Gaspare, Guglielmo e Rosetta.
Nel 1913 Don Luigi espatriò da solo in Argentina in cerca di fortuna, abbandonando la famiglia; il figlio Gaspare, dopo un litigio con lo zio, presso il quale abitava e a cui era stato affidato, iniziò a vagabondare per la Sicilia, facendo dei lavoretti, fino a quando si stabilì nel laboratorio-teatrino del padre, che tornò in Sicilia dopo 4 anni e riprese il suo lavoro di puparo.
Gaspare e Guglielmo continuarono l'attività che avevano appreso: Guglielmo si stabilì a Sciacca, mentre Gaspare rimase con il padre ad Alcamo.
Anche Gaspare prese moglie, sposando Antonia Fundarò, da cui ebbe tre figlie: Maria Concetta, Melchiorra e Rosetta.
Poiché Don Luigi non poteva più provvedere alla gestione dell'attività, che comportava anche una continua opera di manutenzione, spettò al figlio Gaspare rimettere in ordine il vecchio teatrino di via Manzoni ad Alcamo e a rappresentare in scena le imprese di Carlo Magno e dei paladini, Guido Santo, la Gerusalemme liberata, Trabazio Imperatore di Costantinopoli, Santa Genoveffa, i Beati Paoli, il bandito Giuseppe Musolino e la Rotta di Roncisvalle. A ciò si aggiungevano le farse con personaggi comici popolari come Virticchiu e Nofrio.
Negli anni sessanta il cinema e la televisione attraevano i giovani, e quindi sempre meno gente andava a vedere l'opera dei pupi.
Un giorno, il dottor Antonio Pasqualino, appassionato dei pupi siciliani, decise di acquistare tutto ciò che i pupari volevano vendere e creò un Museo internazionale delle marionette a Palermo; anche Gaspare vendette tutto: i pupi, fondali, cartelloni e quinte.
Per iniziativa della Regione Siciliana, don Gaspare Canino fu premiato con una targa d'argento come Cavaliere del Folclore Siciliano, presso il museo Pitré, e nella stessa occasione donò alla fondazione un vecchio pupo costruito da suo nonno Liberto.
Morì ad Alcamo nel 1977; dal 1990 la sua opera è stata ripresa da un suo nipote, Salvatore Oliveri che costruisce i pupi, tiene un teatro all'interno del Castello dei conti di Modica di Alcamo e fa degli spettacoli pubblici.

## Opere
Gaspare Canino scolpiva e creava i suoi pupi, dipingeva le scene e i cartelloni, e anche i carretti; anche se il padre non era abile come lui, nel ricordo degli alcamesi, quei pupi sono stati sempre conosciuti come "i pupi di Don Luigi".
Fra i personaggi da lui realizzati ci sono i pupi di Carlo Magno, Orlando, Rinaldo, Angelica, Astolfo, Gano di Maganza e la Fata Alcina.
I pupi presenti nella casa-museo Antonino Uccello, a Palazzolo Acreide (in provincia di Siracusa), provengono in maggior parte dalla collezione di don Gaspare Canino: di lui, assieme a molti copioni manoscritti, c’è anche una lettera contenente la sua autobiografia.
Don Gaspare racconta:
Ci sono, inoltre, un centinaio di cartelloni, cioè gli annunci pubblicitari che erano esposti nei pressi del teatrino, e che pubblicizzavano il programma della serata dello spettacolo del teatro dei pupi: molti di essi rappresentano una scena con più personaggi.
Nelle collezioni si trovano pure i cartelloni del palermitano, realizzati dal Canino: rispetto a quelli del catanese, sono più grandi, disposti in senso verticale, dipinti a tempera su tela e suddivisi in vari riquadri; raffigurano le scene più importanti del racconto, e somigliano a quelli dei cantastorie.